# 長洞久美子
長洞 久美子（ながはら くみこ）は、日本の元卓球選手。現役時代は日本代表としてアジア競技大会卓球競技に出場し、メダルを獲得。

## 経歴
富士短大在学時の1973年度、全日本卓球選手権大会では枝野とみえと出場した女子ダブルス決勝で阪本礼子 / 森田るみ子組を2-0で下し優勝。
1974年度、全日本社会人卓球選手権では小野智恵子と出場した女子ダブルスで初優勝。
1976年度、社会人選手権で小野と出場した女子ダブルスで2度目の優勝。
第一勧業銀行在籍時の1977年度、全日本選手権シングルス決勝で小野文子を3-2で破り優勝。
1978年度、バンコク (タイ) で行われたアジア競技大会卓球競技ではシングルス、小室恵子と出場した女子ダブルス、小室・新保富美子・千葉良子と出場した団体でいずれも銅メダル。